# Stan wyjątkowy w Polsce (2021)
Stan wyjątkowy w Polsce – stan nadzwyczajny wprowadzony 2 września 2021 roku na wniosek Rady Ministrów przez prezydenta Andrzeja Dudę na części terytorium Rzeczypospolitej Polskiej. Objął 115 miejscowości w województwie podlaskim oraz 68 miejscowości w województwie lubelskim, wzdłuż całej granicy polsko-białoruskiej. Został wprowadzony na 30 dni. Rozporządzeniem z 1 października 2021 prezydent Andrzej Duda przedłużył stan wyjątkowy na całym wprowadzonym obszarze na kolejne 60 dni. Dzień wcześniej zgodę na przedłużenie stanu wyjątkowego wyraził Sejm.

## Okoliczności wprowadzenia
31 sierpnia 2021 Rada Ministrów złożyła do Prezydenta Rzeczypospolitej Polskiej wniosek o wprowadzenie stanu wyjątkowego z powodu zagrożenia bezpieczeństwa i porządku publicznego na części terytorium Rzeczypospolitej Polskiej w związku z kryzysem migracyjnym oraz odbywającymi się przy polskiej granicy ćwiczeniami wojsk rosyjsko-białoruskich o kryptonimie Zapad. 2 września 2021 prezydent Andrzej Duda podpisał rozporządzenie, które jeszcze tego samego dnia zostało opublikowane w Dzienniku Ustaw i w tym samym dniu weszło w życie.
6 września 2021 w Sejmie odbyło się głosowanie w sprawie uchylenia rozporządzenia. Wniosek w tej sprawie został odrzucony większością głosów („za” 168 posłów, „przeciw” 247, 20 wstrzymało się od głosu).
Jest to pierwszy przypadek wprowadzenia w Polsce stanu nadzwyczajnego z formalnym powołaniem się na konstytucyjne przepisy o stanach nadzwyczajnych od czasu ogłoszenia stanu wojennego w 1981 roku, a tym samym pierwszy taki przypadek pod rządami obecnej Konstytucji z 1997 roku.

## Obszar obowiązywania[11]
| województwo           | obręby ewidencyjne |
| --------------------- | --- |
| województwo podlaskie | powiat siemiatycki: Niemirów, Mętna, Tokary, Wilanowo, Klukowicze, Litwinowicze, Wyczółki; powiat hajnowski: Bobrówka, Zubacze, Piszczatka, Połowce, Stawiszcze, Czeremcha, Wólka Terechowska, Kuzawa, Opaka Duża, Pohulanka, Policzna, Biała Straż, Dubicze Cerkiewne, Wojnówka, Starzyna, Górny Gród, Klakowo, Krugłe, Wygon, Wierzchowskie, Podolany, Białowieża, Zastawa-Krzyże, Gruszki, Stare Masiewo, Masiewo Nowe, Babia Góra; powiat białostocki: Brzezina, Cisówka, Zaleszany, Nowosady, Jałówka, Kondratki, Gonczary, Kituryki, Dublany, Kolonia Mostowlany, Mostowlany, Zielona, Zubry, Świsłoczany, Gobiaty, Narejki, Bobrowniki, Jaryłówka, Chomontowce; powiat sokólski: Rudaki, Łosiniany, Kruszyniany, Ozierany Wielkie, Białogorce, Ozierany Małe, Kundzicze Trejgle, Łapicze, Krynki, Jurowlany, Pierożki, Grzybowszczyzna, Harkawicze, Usnarz Górny, Babiki, Minkowce, Zubrzyca Mała, Miszkieniki, Zubrzyca Wielka, Wojnowce; Nomiki, Zaśpicze, Bilminy i Palestyna, Klimówka, Szymaki, Czepiele, Tołcze, Parczowce, Nowodziel, Czuprynowo, Kuźnica, Kowale Kolonia, Chreptowce, Wojnowce, Kowale, Saczkowce, Kuścińce-Wołyńce, Zajzdra; Pohorany, Krzysztoforowo; Chworościany, Nowy Dwór, Rogacze, Jaginty, Chorużowce; powiat augustowski: Dolinczany, Lipszczany, Rygałówka, Rakowicze, Siółko, Lichosielce, Kopczany, Bartniki, Stare Leśne Bohatery, Nowe Leśne Bohatery, Wołkusz, Lubinowo, Gruszki, Rudawka, Rygol; powiat sejneński: Muły i Dworczysko |
| województwo lubelskie | powiat włodawski: Sobibór, Orchówek, Włodawa, Suszno, Szuminka, Różanka, Stawki, Pawluki, Dołhobrody, Hanna, Kuzawka, Janówka; powiat bialski: Kuzawka Kolonia, Sławatycze, Mościce Dolne, Liszna, Nowosiółki, Terebiski, Jabłeczna, Parośla Pniski, Szostaki, Zabłocie, Zabłocie Kolonia, Zalewsze, Kodeń, Elżbiecin, Zahacie, Okczyn, Kostomłoty, Murawiec-Żuki, Kołpin Ogrodniki, Dobratycze Kolonia, Lebiedziew, Michalków, Polatycze, Błotków, Terespol, Łobaczew Mały, Lechuty Małe, Samowicze, Kukuryki, Kuzawka, Neple, Starzynka, Krzyczew, Bohukały, Łęgi, Mokrany Stare, Mokrany Nowe, Pratulin, Zaczopki, Derło, Woroblin, Ostrów, Janów Podlaski-Wygoda, Werchliś, Janów Podlaski-Wieś, Stary Pawłów, Stare Buczyce, Bubel Granna, Bubel Łukowiska, Stary Bubel, Konstantynów, Antolin, Gnojno. |

## Ograniczenia wolności i praw
W obszarze objętym stanem wyjątkowym wprowadzono następujące ograniczenia:
- zawieszenie prawa do organizowania i przeprowadzania zgromadzeń,
- zawieszenie prawa do organizowania i przeprowadzania imprez masowych oraz prowadzonych w ramach działalności kulturalnej imprez artystycznych i rozrywkowych, niebędących imprezami masowymi,
- obowiązek posiadania przy sobie dowodu osobistego lub innego dokumentu stwierdzającego tożsamość przez osoby przebywające w miejscach publicznych, a w przypadku osób uczących się, które nie ukończyły 18 lat – legitymacji szkolnej,
- zakaz przebywania na obszarze objętym stanem wyjątkowym, obowiązujący całą dobę (od tego zakazu wprowadzono szereg wyjątków, m.in. dla osób stale zamieszkujących lub pracujących na obszarze stanu wyjątkowego),
- zakaz utrwalania za pomocą środków technicznych wyglądu lub innych cech miejsc, obiektów lub obszarów obejmujących infrastrukturę graniczną, również w przypadku, gdy miejsca te, obiekty lub obszary stanowią tło dla wizerunku funkcjonariusza Straży Granicznej lub Policji oraz żołnierza Sił Zbrojnych Rzeczypospolitej Polskiej,
- ograniczenie dostępu do informacji publicznej przez odmowę udostępnienia informacji dotyczących czynności prowadzonych na obszarze objętym stanem wyjątkowym w związku z ochroną granicy państwowej oraz zapobieganiem i przeciwdziałaniem nielegalnej migracji
- zakaz noszenia broni palnej, amunicji i materiałów wybuchowych oraz innych rodzajów broni (od tej zasady przewidziano szereg wyjątków, m.in. dla celów ochrony)[13].

## Krytyka stanu wyjątkowego
Klaus Bachmann skrytykował wprowadzenie stanu wyjątkowego w Polsce. Jego zdaniem Polska nie wykazała istnienia żadnego zagrożenia dla jej obywateli, porządku publicznego czy bezpieczeństwa narodowego ze strony cudzoziemców próbujących przekroczyć granicę polsko-białoruską, a ich napływ zaraz się skończy (pogląd wyraził we wrześniu 2021).

### Stanowisko Sądu Najwyższego w sprawie zakazu przebywania na obszarze stanu wyjątkowego
Sąd Najwyższy w wyroku z dnia 18 stycznia 2022, uniewinniającym grupę dziennikarzy od zarzutu naruszenia zakazu przebywania na obszarze objętym stanem wyjątkowym, stwierdził, że zakaz ten wydany został z przekroczeniem delegacji do wprowadzania przez Radę Ministrów ograniczeń praw jednostki, określonej zarówno w ustawie o stanie wyjątkowym, jak i w rozporządzeniu Prezydenta RP o wprowadzeniu stanu wyjątkowego. W ocenie SN zgodnie z przywołanymi aktami prawnymi ograniczenie przebywania powinno dotyczyć jedynie oznaczonych miejsc, obiektów i obszarów i obowiązywać tylko przez ściśle wskazany czas. Nie było zatem uprawnione wprowadzenie zakazu przebywania, który ma charakter powszechny, obowiązujący cały czas i na całym obszarze objętym stanem wyjątkowym.
Niezależnie od powyższego Sąd Najwyższy wskazał również, że wspomniany zakaz narusza zasadę proporcjonalności, wyrażoną w art. 228 ust. 5 Konstytucji RP. Sąd Najwyższy nie znalazł powodu, dla którego tak dotkliwe ograniczenie wolności poruszania się po terytorium RP miałoby być uzasadnione „zagrożeniem bezpieczeństwa obywateli oraz porządku publicznego, związanym z obecną sytuacją na granicy państwowej Rzeczypospolitej Polskiej z Republiką Białorusi” (powód wprowadzenia stanu wyjątkowego zgodnie z rozporządzeniem Prezydenta RP). Samo przypuszczenie co do istnienia zagrożenia dla porządku publicznego nie może być bowiem równoznaczne z obiektywnym istnieniem przesłanek ograniczenia.
Nadto Sąd Najwyższy uznał, że nieuwzględnienie konstytucyjnych oraz konwencyjnych gwarancji wolności pozyskiwania przez dziennikarzy informacji na obszarze objętym stanem wyjątkowym przy jednoczesnym wprowadzeniu szeregu innych wyjątków od zakazu przebywania świadczy także o naruszeniu art. 54 ust. 1 Konstytucji RP (wolność wyrażania poglądów oraz pozyskiwania i rozpowszechniania informacji) oraz art. 10 ust. 1 EKPC (wolność wyrażania opinii).